# Rinario

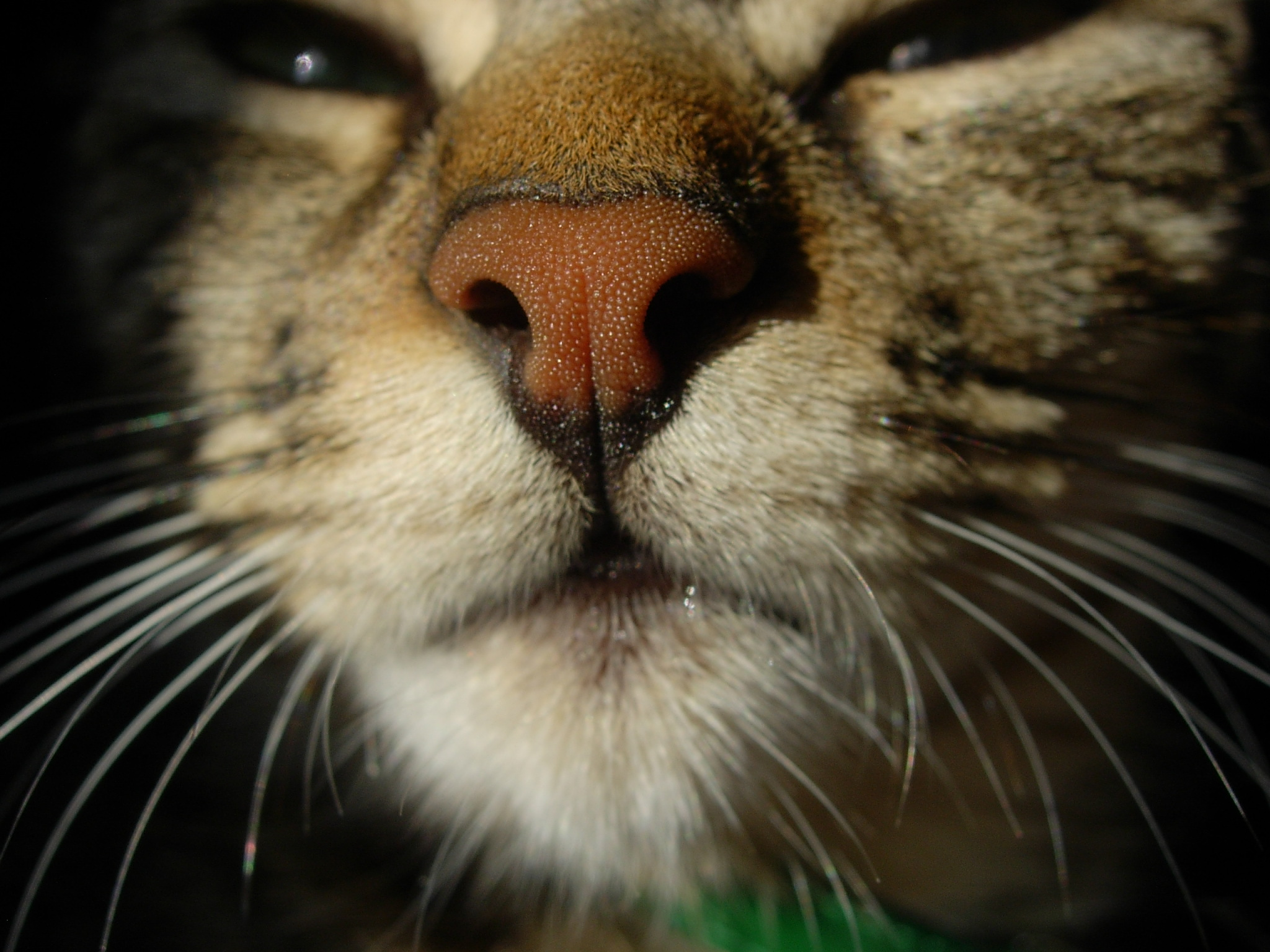
Rinario de un gato.

Se denomina rinario a la zona de piel sin pelo que existe alrededor de las fosas nasales de algunos mamíferos. En los primates, el rinario es un elemento que sirve para distinguir a las especies pertenecientes al suborden Haplorrhini de las pertenecientes al suborden Strepsirrhini.